# Katianira acarina
Katianira acarina là một loài chân đều trong họ Katianiridae. Loài này được Menzies miêu tả khoa học năm 1962.